# Toksynologia
Toksynologia – nauka o działaniu na żywe ustroje toksyn i jadów pochodzenia biologicznego.
Jest nauką interdyscyplinarną z pogranicza chemii, biochemii, biologii, farmakologii i toksykologii, a część kliniczna zajmuje się rozpoznawaniem, pierwszą pomocą, leczeniem, w tym stosowaniem odtrutek, w przypadku narażenia na toksyny lub jady pochodzenia naturalnego.
Toksynolodzy od 1962 roku są skupieni wokół Międzynarodowego Towarzystwa Toksynologicznego (ang. International Society on Toxinology).
W krajach, w których występuje duże ryzyko narażenia na toksyny naturalne, organizowane są szpitalne oddziały toksynologiczne. W Polsce toksynologia jest nauczana na kierunkach biologicznych i biotechnologicznych.
Toksynolodzy zajmują się leczeniem chorób spowodowanych jadem węży, skorpionów, pająków oraz kręgowców i bezkręgowców morskich (jak również działaniem ich toksyn: ciguaterą, zatruciem toksynami mięczaków) i lądowych (płazy, owady), a także zatruciami wywołanymi przez rośliny i grzyby.